# Cambio político
Un cambio político es toda transformación que acontece al sistema político y a sus componentes, donde se puede establecer una comparación entre un estado precedente y otro sucesivo del sistema, que afectan a todo un constructor social. Puede realizarse de forma pacífica o violenta dependiendo del caso.

## Historia
En la Edad Contemporánea con el auge de la industrialización y el capitalismo, la importancia que se da a la innovación suscita movimientos políticos y movimientos sociales que fuerzan cambios mediante revoluciones violentas (Revolución Burguesa, Revolución Liberal, Revolución industrial).
El siglo XX se inaugura con una visión positiva del cambio, que se expresa incluso en el Arte (modernismo), que con la Primera Guerra Mundial se transforma en una visión negativa (dadaísmo, expresionismo). Las ideologías del periodo de entreguerras se enfrentan violentamente entre cambios pendulares (revolución soviética y comunismo frente al fascismo y el nazismo).
El mundo entre la Segunda Guerra Mundial y la Caída del muro de Berlín fue por una parte de una estabilidad petrificada (Guerra Fría y bloques) y por otro lado de una vorágine de cambios (Descolonización y Tercer Mundo, Carrera Espacial...).
A finales del siglo XX, derrotado el comunismo, el pensamiento New Age y de los negocios se enfocó de forma entusiasta en la transformación del management, las actitudes mentales y funciones, mientras que ignoraba o criticaba los cambios sociales o geopolíticos. El cambio es un tópico cultural y un valor en auge que se usa incluso como eficaz epíteto para los eslóganes publicitarios.
- Datos: Q5741834